# Polysics
Polysics é uma banda japonesa de new wave, synthpop, e j-rock, formada em Tóquio em 1997.
Em 2020, Jonathan McNamara do The Japan Times listou For Young Electric Pop (2002) como um dos 10 álbuns japoneses dignos de inclusão na lista de 2020 dos 500 melhores álbuns de todos os tempos da Rolling Stone. Descreveu-o como "um registro do Polysics de primeira linha e uma introdução acessível a uma banda inigualável em sua capacidade de deixá-lo sorrindo de orelha a orelha."

## Carreira
Hayashi formou a banda na época de seu ensino médio, em 1997. Lançaram seu primeiro álbum 1st P em 1999.
Kayo deixou a banda em 2010. Em 2017 fizeram um cover de "I am Computer", do Mucc, para o álbum tributo Tribute of Mucc -en-.

## Discografia

### Álbuns de estúdio
- 1st P (1999)
- A.D.S.R.M! (1999)
- Neu (2000)
- Eno (2001)
- For Young Electric Pop (2002)
- National P (2003)
- Now Is the Time! (2005)
- Karate House (2007)
- We Ate the Machine (2008)
- Absolute Polysics (2009)
- Oh! No! It's Heavy Polysick!!! (2011)
- 15th P (2012)
- Weeeeeeeeee!!! (2012)
- Action!(album) (2014)
- What's This??? (2016)
- That's Fantastic! (2017)
- In The Sync (2019)